# Nüsttal
Nüsttal è un comune tedesco di 2 920 abitanti,, situato nel land dell'Assia.